# Theobald von Wolkenstein
Theobald von Wolkenstein-Trostburg (* nach 1410; † 1491) war ein vom schismatischen Konzil von Basel bestätigter, aber vom Papst nicht anerkannter Bischofselekt des Bistums Trient (1444–1446).

## Leben
Theobald war der Sohn von Michael von Wolkenstein-Trostburg und Fulginia Suppan von Mais. Das Geschlecht Wolkenstein-Trostburg, eine Seitenlinie der Herren von Vilanders, ist seit dem 12. Jahrhundert als Ministeriale der Trienter Fürstbischöfe bezeugt, die Erhebung in den Freiherrenstand erfolgte 1476. Theobald studierte in Wien und Padua und wurde dort am 3. März 1442 zum Doktor decretorum (Kirchenrecht) promoviert.
Theobald war Domherr zu Brixen und Pfarrer von Kastelruth. Im Juli 1444 wurde er nach dem Tod des Fürstbischofs Alexander von Masowien vom Domkapitel Trient zum neuen Bischof gewählt. Die Wahl wurde vom Konzil von Basel bestätigt. Seine Wahl war Ergebnis des Einflusses, den die Habsburger auf das Bistum Trient ausübten. Mit ihr huldigte das Domkapitel dem vier Jahre zuvor zum römisch-deutschen König gewählten Habsburger und späteren Kaiser Friedrich III. sowie seinem Schutzbefohlenen Herzog Siegmund von Tirol. Die Wahl eines Wolkenstein-Trostburg, Michael und sein Bruder Oswald von Wolkenstein galten als enge Verbündete des Tiroler Herzogs und der Habsburger, sollte auf dem Hintergrund der 1363 erstmals abgeschlossenen Trienter Kompaktaten zur Entspannung und Verbesserung der Beziehungen des Bistums zum Tiroler Adel beitragen.
Auf die Wahl des „schismatischen“ Theobalds antwortete Papst Eugen IV. mit der Ernennung das Abtes der Abtei San Lorenzo in Trient zum Bischof. Mit der päpstlichen Ernennung wurde die bereits schwache Position Theobald von Wolkensteins weiter ausgehöhlt, da er im nördlichen, deutschsprachigen Teil des Bistums nur über wenig Autorität verfügte, während im südlichen italienischsprachigen und unter der Kontrolle der Republik Venedig stehenden Teil der Abt von San Lorenzo als Bischof anerkannt wurde. Der Abgang Theobalds wurde deshalb bereits wenige Monate nach seiner Wahl in die Wege geleitet, als er 1445 zum Pfarrer von Kastelruth ernannt wurde. Am 8. Juni 1446 verzichtete er offiziell auf den Trienter Bischofsstuhl und trat sein neues Amt an. Im Machtspiel um den Einfluss auf das Fürstbistum Trient war er zum Bauernopfer der Herzogs von Tirol und der Habsburger geworden, die mit seinem Verzicht ihren Einfluss auf die innenpolitischen Entscheidungen in Trient stärken konnten.
Theobald von Wolkenstein verbrachte den Rest seines Lebens bis zu seinem Tode 1491 in der Pfarre Sterzing.